# Úrvalsdeild Karla 1943
La Úrvalsdeild Karla 1943 fue la 32.ª edición del campeonato de fútbol islandés. El campeón fue el Valur Reykjavik, que ganó su noveno título.

## Tabla de posiciones
|   | Equipo          | PJ | PG | PE | PP | GF | GC | DG  | Pts |
| - | --------------- | -- | -- | -- | -- | -- | -- | --- | --- |
| 1 | Valur Reykjavik | 4  | 4  | 0  | 0  | 12 | 4  | +8  | 8   |
| 2 | KR Reykjavik    | 4  | 2  | 0  | 2  | 11 | 9  | +2  | 4   |
| 3 | Fram Reykjavik  | 4  | 2  | 0  | 2  | 10 | 9  | +1  | 4   |
| 4 | ÍBA             | 4  | 1  | 1  | 2  | 8  | 9  | -1  | 3   |
| 5 | ÍBV             | 4  | 0  | 1  | 3  | 5  | 15 | -10 | 2   |